# Forces sous-marines (France)
Pour les articles homonymes, voir FSM.

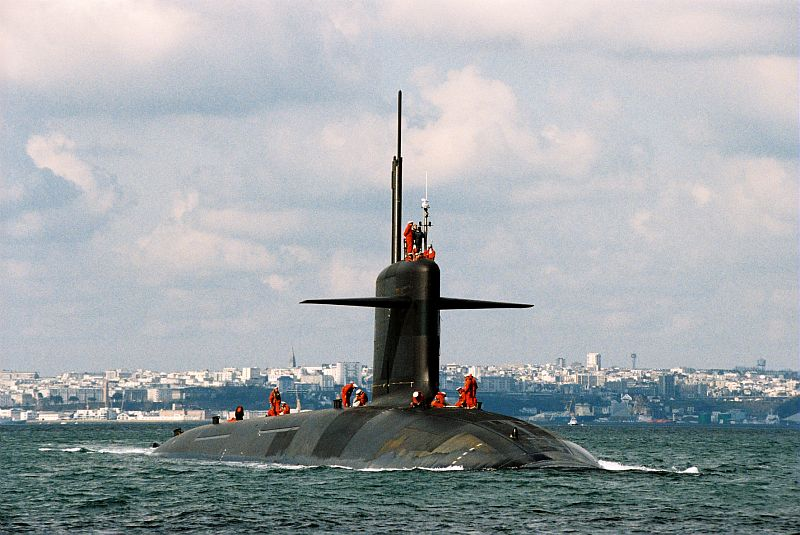
Le SNLE Le Vigilant.

Les Forces sous-marines (FSM) sont une des quatre grandes composantes de la Marine française. Cette force maritime regroupe l'ensemble des sous-marins français. Depuis la dissolution de la dernière formation de sous-marins conventionnels en 1999, la Force océanique stratégique (FOST) a le commandement de l'ensemble des FSM et les deux termes sont devenus synonymes.

## Généralités

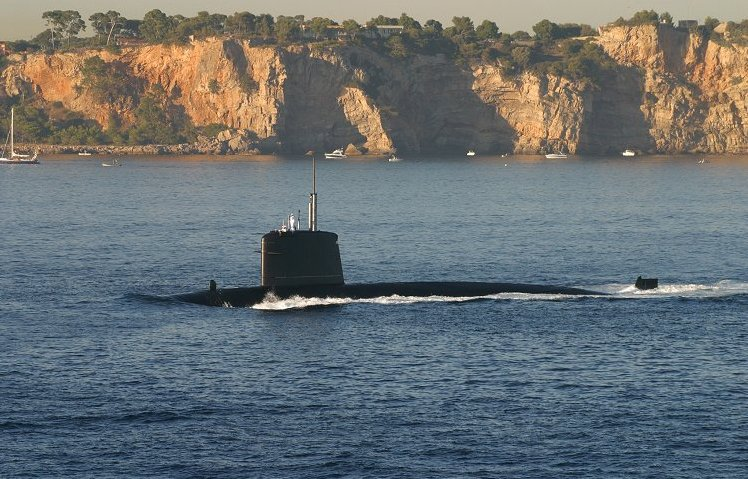
Le Casabianca lors de la revue navale du 14 août 2004 en rade de Toulon.

Les Forces sous-marines sont un commandement organique (c’est-à-dire qu'elles assurent le maintien en condition et le soutien des sous-marins en vue de leur mise en œuvre). L'état-major de l'amiral commandant la Force Océanique Stratégique est basé à Brest : sa partie organique et autorité de direction générale, qui était placée à Houilles, occupe depuis juillet 2000 l'ancien bâtiment de la base opérationnelle de la force océanique stratégique (BOFOST) et sa partie opérationnelle est installée depuis septembre 2000 dans les souterrains de l'amirauté situés sous le château de Brest.
Les forces sous-marines sont composées dans les années 2010 ainsi :
- l'escadrille des sous-marins nucléaires d'attaque (ESNA) basée dans le port militaire de Toulon sur la Côte d'Azur. Le nombre d'équipages de l’escadrille des six SNA qui était de dix en 2001 est passé à neuf durant le reste des années 2000[2] avant de repasser à dix dans les années 2010 puis de nouveau à neuf en 2017 avec la suppression, programmée en 2016, de l'équipage rouge du sous-marin nucléaire d’attaque Rubis[3] ;
- l'escadrille des sous-marins nucléaires lanceurs d'engins (ESNLE), responsable de la préparation des navires de la force océanique stratégique (FOST) et de l'entraînement de leurs équipages, basée à l'île Longue près de Brest en Bretagne, soit quatre SNLE et sept équipages ;
- la base opérationnelle de l’Ile Longue, qui assure la maintenance des bâtiments et le conditionnement des missiles ;
- le centre d’interprétation et de reconnaissance acoustique (CIRA) : maison mère des spécialistes sonar dits « oreilles d’or » situé dans le port de Toulon ;
- quatre centres de transmission marine (CTM)[4] :
  - le centre de transmissions de la Marine nationale de Rosnay dans l'Indre à Rosnay,
  - deux sites dans le Finistère à Lopérec et à Kerlouan, Plounéour-Trez,
  - le site de Sainte-Assise en Seine-et-Marne à Seine-Port,
  - le centre de transmissions France Sud, deux sites dans l'Aude à Villepinte et Verdun-en-Lauragais ;
- l'école de navigation sous-marine de Brest (ENSM) qui assure la formation des sous-mariniers.

Elle est armée en juin 2013 par environ 4 000 personnes militaires et civils dont environ 2 000 sous-mariniers et composée de dix bâtiments (quatre SNLE de classe Le Triomphant et six SNA de classe Rubis).
L'officier général de marine, commandant la force océanique stratégique (ALFOST), assure le commandement des forces sous-marines, sous l'autorité du chef d'état-major de la Marine.

### Armement dans les années 2010/2020
- 93 torpilles lourdes Artemis (F21) d'un coût unitaire de deux millions d'euros[5] sont prévues en remplacement des torpilles F17 dont l'obsolescence technique et opérationnelle est atteinte en 2015[6]. Les six premières sont livrées en novembre 2019[7].
- 50 missiles de croisière navals de frappe contre la terre (MDCN) prévus pour les six nouveaux SNA de classe Barracuda à partir de 2017[8],[9].
- Missiles anti-navire Exocet SM 39.
- Mines marines FG 29 entrées en service en 1988 (charge militaire de 600 kg)[10].
- 64 missiles mer-sol balistiques stratégiques M45 qui sont remplacés dans les années 2010 par 60 M51.

### Budget
Voici les crédits alloués à la préparation et à l’emploi des forces sous-marines en millions d'euros prévus pour 2010 et 2011 :
| Année | Activité | Soutien |
| ----- | -------- | ------- |
| 2010  | 171,42   | 360,13  |
| 2011  | 158,66   | 458,97  |

En 2010, les autorisations d’engagement sont de 643 millions d'euros, les crédits de paiement de 307 millions ; en 2011, ils sont respectivement de 421 et 344 millions d'euros.

## Histoire des forces sous-marines françaises

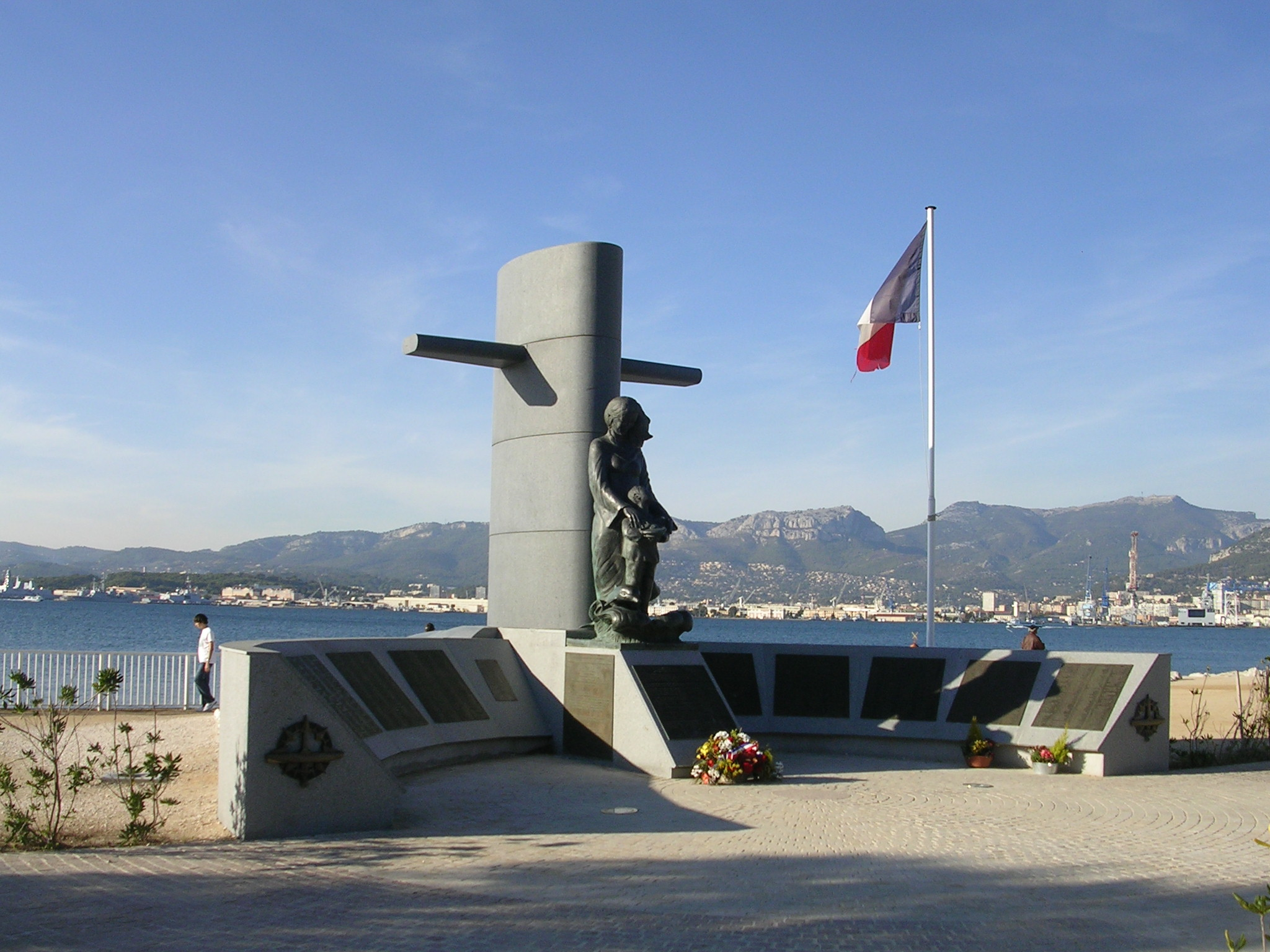
Le monument national à la mémoire des sous-mariniers morts en service commandé inauguré le 28 novembre 2009 à Toulon.

Entre 1905 et 2009, 1 667 sous-mariniers français sont morts en service commandé.

### Origine

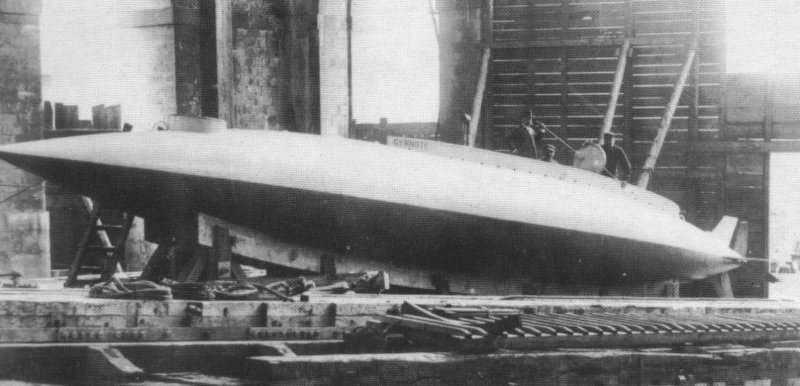
Le Gymnote lancé en 1888 est le premier sous-marin tout électrique équipé de batteries au plomb. Son équipage est de cinq hommes.

Le premier sous-marin à pouvoir se passer de la propulsion humaine est le Plongeur de la Marine impériale française, lancé en 1863, et équipé d'un moteur à air comprimé de 23 réservoirs à une pression de 180 psi.
En 1888, le Gymnote est le premier sous-marin tout électrique équipé de batteries au plomb. Il sera suivi par la suite par le Morse en 1899, puis la série des quatre Farfadet en 1901. La distance franchissable passait à 100 miles.
Mis en service en juin 1900, le sous-marin français Narval introduit en plus la double coque, avec une coque intérieure dans la coque de pression. À cette époque, la France est « indiscutablement la première marine à avoir une véritable force sous-marine ». Ces sous-marins de 200 tonnes ont un rayon de plus 100 milles en surface et 10 milles sous l'eau. Le sous-marin français Aigrette de 1904 améliore encore ce concept en utilisant un moteur Diesel plutôt qu'un moteur à essence en surface. 76 sous-marins de ce genre sont terminés avant 1914.

### Première Guerre mondiale

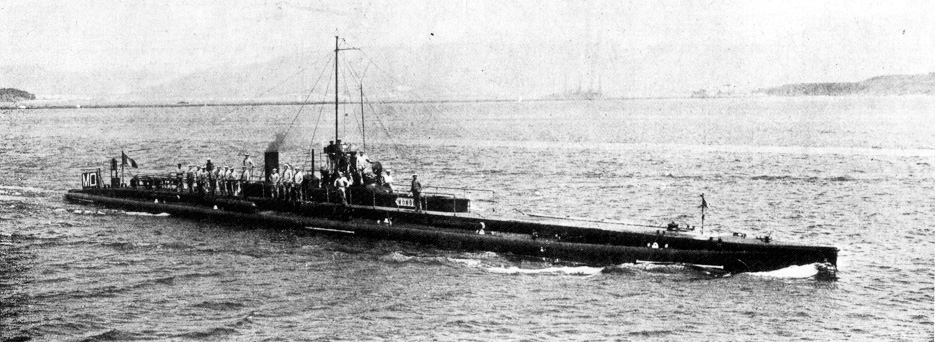
Le qui est coulé le 28 décembre 1915.

Au déclenchement de la Première Guerre mondiale en aout 1914, la marine aligne 72 sous-marins essentiellement de défense côtière dont 50 unités à la mer, en mit en service de l’ordre de 90 durant ce conflit et en a environ 70 à la mer en 1918.
Cinquante-neuf d'entre eux ont conduit plus de 1 300 sorties de guerre et quatorze d'entre eux ont été perdus durant ce conflit dont douze en Méditerranée, parmi eux, le Curie (Q87) sabordé lors d'une tentative d'attaque de la base de Pula en décembre 1914 sera remis en service par la marine austro-hongroise et un sera capturé par la marine ottomane. Le Foucault (Q70), coulé par un bombardement d'hydravions de la marine austro-hongroise au large de Kotor le 15 septembre 1915 est le premier sous-marin victime d'une attaque aérienne.
Dépassés sur le plan technologique par leurs homologues des grandes puissances, leur rôle dans la guerre sous-marine est mineur. Au titre des dommages de guerre, la France reçut 46 U-Boots de la marine impériale allemande, la plupart d'entre eux étant mis à la ferraille entre 1922 et 1923, après la signature du Traité naval de Washington, ainsi que divers matériels dont un dock tubulaire à tester les sous-marins en simulant la pression atteinte lors de l'immersion. Ce dock installé à Cherbourg permettait d'atteindre une pression de 7 kg/cm2 soit une immersion de 70 mètres. Il pouvait accueillir des sous-marins ayant une longueur maximale de 80 mètres et un diamètre de coque maximal de 9 m.

### Entre-deux-guerres

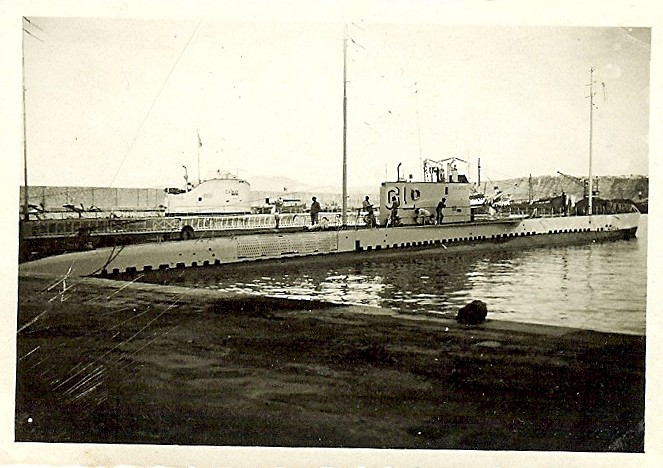
Le Galatée (Q 132) de la classe Sirène amarrés au quai Lamoune dans le port d'Oran en 1933. Le Calypso (Q 126) de la en arrière-plan.

En 1922, les effectifs sont de 48 sous-marins, tous construits après 1911. Au 1er janvier 1930, la France a la plus importante flotte sous-marine du monde avec 110 unités d'un tonnage de 97 875 tonnes anglaises en service, en construction ou autorisés.
Mais la construction navale française n'avait pas parfaitement standardisé sa production (ce qui a posé des problèmes pour l'entretien, par exemple) et les classaient sur la base de projets, c'est-à-dire un ensemble de sous-marins conçus sur un plan général partageant les mêmes caractéristiques (mêmes dimensions, presque le même déplacement, même armement, etc.). D'ailleurs, les Français différencient plutôt leurs sous-marins par leur déplacement : 1 500 tonnes, 1 100 tonnes, 600 tonnes… Ainsi, on liste six classes de sous-marins pour le demi-programme 1921-1931 :
- les projet C4, baptisés classe Requin, sous-marins de première classe (grande patrouille), 1 100 tonnes, 78 m de long 9 unités : Requin Q115, Souffleur Q116, Morse Q117, Narval Q118, Marsouin Q119, Dauphin Q126, Caïman Q127, Phoque Q128, Espadon Q128 ;
- les projet M5/M6, baptisés Redoutable et Pascal, sous-marins de première classe (grande patrouille), 1 500 tonnes, 92 mètres de long, 31 unités ;
- les projet Amirauté, baptisés Ondine, sous-marins de deuxième classe (protection des côtes), 600 tonnes, 66 mètres de long, 12 unités répartit en trois sous-classe dont la classe Sirène et la classe Circé : Ondine Q121, Ariane Q122, Sirène Q123, Naïade Q124, Circé Q125, Calypso Q126, Eurydice Q130, Danaé Q131, Galatée Q132, Nymphe Q133, Thétis Q134, Doris Q135. À partir de cette série se sont développés les Argonaute , Orion, etc. également de 600/630 tonnes répartit en trois sous-classe comportant un total de 16 unités;
- les projet O6, baptisés Saphir, sous-marins de deuxième classe (protection des côtes), 600 tonnes, 66 mètres de long, 12 unités ;
- les projet T2, baptisés Minerve, sous-marins de deuxième classe (protection des côtes), 630 tonnes, 68 mètres de long, 6 unités ;
- le projet Q2, baptisé Surcouf, croiseur sous-marin, une seule unité.

A la fin des années 1930, les colonies d'Indochine française, des Antilles, de l'Afrique Occidentale Française ont chacune, en permanence, dans leurs eaux, deux sous-marins, venus de la métropole et se succédant par roulement. Le fait est d'autant plus remarquable que les conditions d'habitabilité des bâtiments de cette classe sont difficiles à réaliser et a nécessité l'installation de dispositifs de réfrigération et de conditionnement d'air.

### Seconde Guerre mondiale

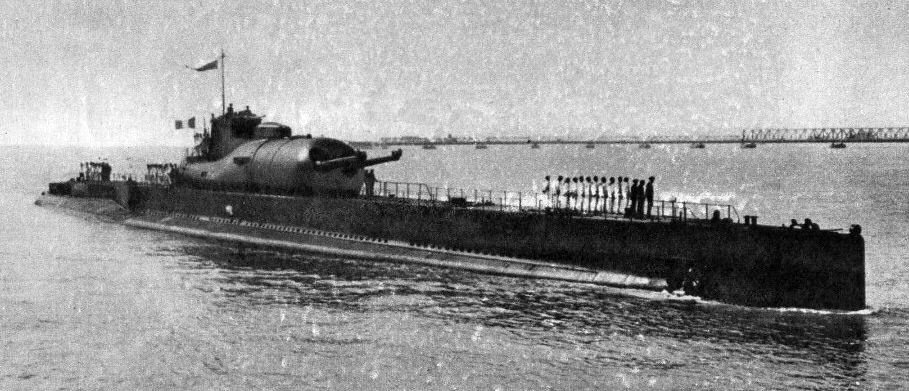
Le croiseur-sous-marin Surcouf dans les années 1930.

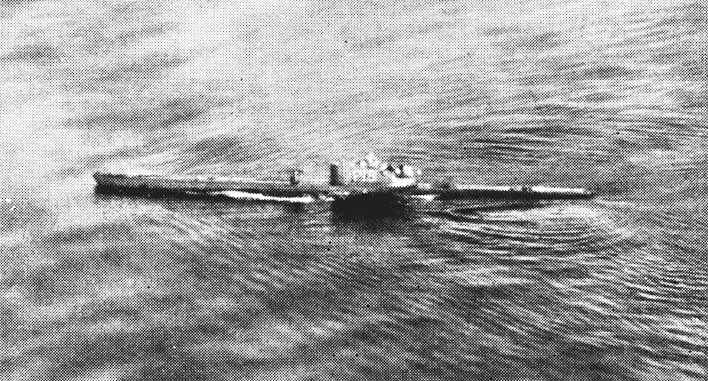
Le 25 août 1941, protégé par les avions de la RAF, le Rubis fait route en surface vers Dundee (Écosse), après avoir été avarié par l'explosion du cargo finlandais Hogland qu'il avait torpillé quatre jours plus tôt, sur les côtes norvégiennes.

À la déclaration de la Seconde Guerre mondiale en septembre 1939, la flotte sous-marine aligne 77 bâtiments dont 47 avaient été lancés depuis dix ans ou davantage et 19 sous-marins étaient en cours de construction, un ravitailleur de sous-marins, le Jules Verne est en service depuis avril 1932. La Marine nationale compte 9 unités de 1 200 tonnes de la classe Requin, 29 unités de la classe 1 500 tonnes (deux autres, le Prométhée et le Phénix, ont été perdus accidentellement en 1932 et 1939) ; 38 unités de 600 tonnes (L'Ondine est perdue en 1928 et la Nymphe condamnée en 1938) dont 6 sous-marins mouilleurs de mines de la classe Saphir et le croiseur sous-marin Surcouf qui, déplaçant 3 300 tonnes en surface, était le plus gros sous-marin du monde à cette époque. À part ce dernier, l'ensemble de sous-marinade était inférieure techniquement aux U-Boote de la Kriegsmarine.
Lors de l'Armistice du 22 juin 1940, 602 torpilles de 550 mm  et 187 de 400 mm  sont disponibles ainsi que 332 mines à orin Sautter-Harlé et Breguet dans le port de Toulon et d'autres en Afrique française du Nord.
À la suite de la défaite lors de la bataille de France, trois sous-marins rejoignent les forces navales françaises libres en 1940, le Rubis, le Narval (coulé par une mine marine le 21 décembre 1940 au large de Sfax en Tunisie), et le Surcouf (coulé accidentellement ou par méprise dans la nuit du 18 au 19 février 1942).
Un sous-marin coule pendant la campagne de Norvège et plusieurs sous-marins français sous commandement de Vichy sont coulés ou endommagés par les forces britanniques et américaines lors de divers combats ayant lieu dans l'empire colonial français.
La bataille de Dakar en septembre 1940 vit la perte de deux sous-marins de l'État français tandis que le Béveziers (Q 179) a gravement avarié le cuirassé HMS Resolution de la Royal Navy. Trois autres, dont le Béveziers (Q 179), sont perdus en mai 1942 durant la bataille de Madagascar.
Lors du sabordage de la flotte française à Toulon, cinq sous-marins, dont le Casabianca commandé par Jean L'Herminier, parviennent à sortir de la rade de Toulon malgré les mines magnétiques et le bombardement allemand. Le 13 novembre 1942, Le Conquérant est coulé au large du Río de Oro par deux PBY Catalina américains.
Le bilan des attaques à la torpille des sous-marins français durant la Seconde Guerre mondiale peut être résumé ainsi :
- 1939 : aucune attaque ;
- janvier - mai 1940 : 4 attaques, 9 torpilles lancées toutes manquées ;
- juin 1940 - 1942 :
  - FNFL : 8 attaques, 13 torpilles lancées, 6 buts manqués, 2 coulés (Rubis - D/S Hogland - 2 torpilles) (Junon - D/S Nordland - 2 torpilles[26]),
  - Vichy : 14 attaques - 37 torpilles lancées, 1 but coulé (Héros - D/S Thode Fagelund - 1 torpille[27]), 1 but endommagé (Bévéziers - HMS Resolution - 4 torpilles) ;
- 1943 : 11 attaques, 33 torpilles lancées, 3 buts coulés - (Aréthuse - M/S Dalny - 2 torpilles)[28] - (Orphée - Faron - 3 torpilles) - (Casabianca - UK 6076 - 4 torpilles) - 1 but endommagé (Casabianca - Chisone - 4 torpilles) ;
- 1944 : 16 attaques, 36 torpilles lancées, 2 buts coulés (Curie - Tsar Ferdinand - 4 torpilles), (Curie - GM03 - 3 torpilles).

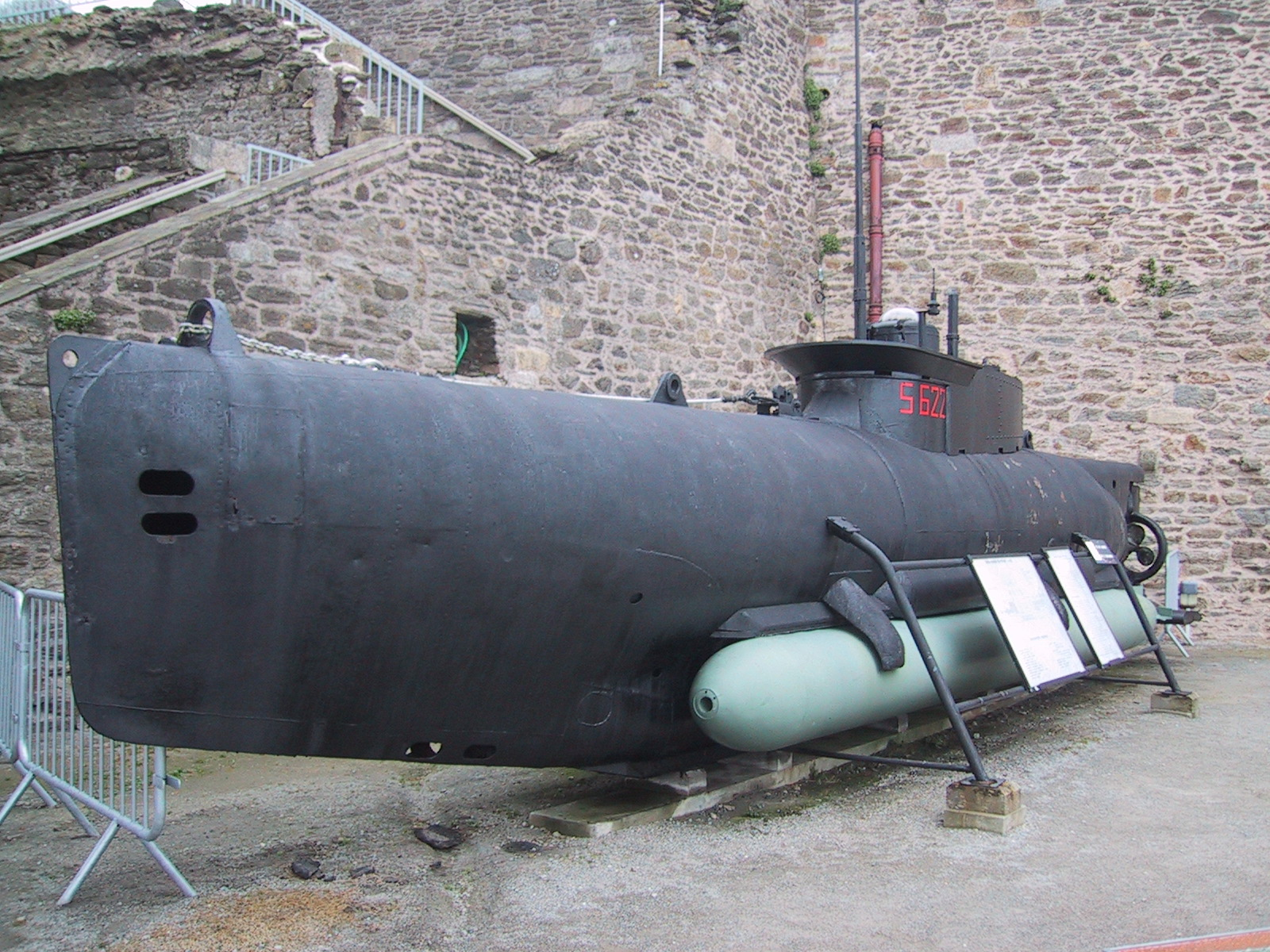
Sous-marin de poche de type Seehund d'origine allemande récupéré par la marine nationale à la fin de la Seconde Guerre mondiale et actuellement au musée de la Marine de Brest.

Les sous-marins participent à de nombreuses opérations secrètes de dépose d'agents de renseignements, résistants et de matériel en Europe occupée et le Casabianca joue un rôle important dans la Libération de la Corse en se transformant en transport de troupes.
Au 1er janvier 1945, la France a en parc huit sous-marins dits de première classe, vingt sous-marins de deuxième classe dont quatre prêtés par le Royaume-Uni, un sous-marin mouilleur de mines et le ravitailleur de sous-marins.
Le 8 mai 1945, dix-neuf bâtiments sont en activité dont neuf opérationnels (trois prêtés par le Royaume-Uni) et le personnel, au 1er janvier 1946 était réduit à 700 hommes.
Durant l'Occupation de la France par l'Allemagne, la Kriegsmarine construit, pour ses propres sous-marins, plusieurs installations le long de la façade atlantique française. Les bases sous-marines de Bordeaux, de Brest, de La Rochelle, de Lorient et de Saint-Nazaire.

### L'après-guerre

Escale de deux sous-marins, Espadon et Dauphin de la classe Narval avec le navire de soutien logistique Rhône dans le port de La Pallice en juillet 1969. LEspadon construit en 1955 est désarmé en 1985. Il est maintenant exposé depuis 1987 près de l'écomusée, dans l’écluse fortifiée du port de Saint-Nazaire. Le Dauphin construit en 1953 et désarmé en 1992 a servi comme cible au large de Toulon. Le Rhône construit en 1962 a été désarmé en 1997.

À la suite de la capitulation du Troisième Reich, la France reçoit un total de 85 bateaux anciennement allemands dont six sous-marins de combat (dont le Roland Morillot en service jusqu'en 1967) et quatre sous-marins de poche (en service jusqu'en 1954) ainsi qu'un sous-marin côtier italien. Seuls quatre d'entre eux seront remis en service actif permettant à la Marine française d'assimiler les avancées techniques et tactiques de la Seconde Guerre mondiale.
Le 5 décembre 1946, le sous-marin L 2326 (ex-Unterseeboot 2326 du type XXIII) coule à pic à 20 milles de Toulon, en manœuvre d'immersion (19 morts). Le 24 septembre 1952, La Sibylle de la classe S britannique prêté en 1951 pour quatre ans avec trois autres bateaux de cette classe pour des missions d'entrainement n'a pas réussi à remonter à la surface au large de Toulon (46 morts). La position des épaves n'est pas connue.

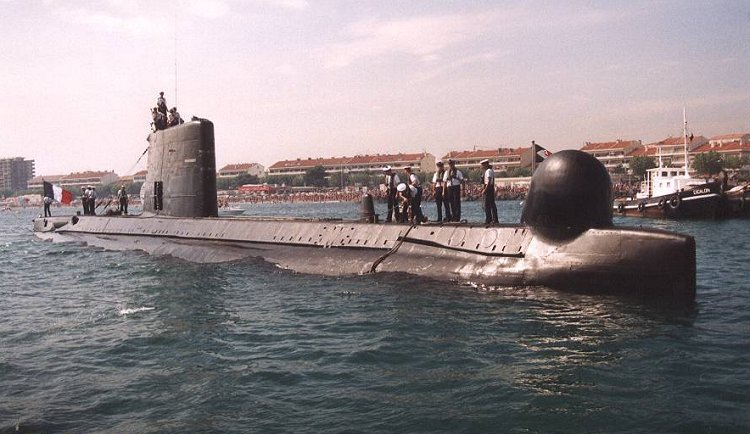
Le Doris de la classe Daphné en 1994.

La reconstruction débute avec des études lancées dès la fin du conflit, cinq sous-marins de la Classe Aurore (nommé également parfois Classe Créole) dont la construction a été interrompue en 1940 sont mis à flot rapidement jusqu'au retrait pour le plus ancien en 1967.
Au 1er avril 1967, le dernier des chiens militaires qui avaient officiellement pour mission de détecter d’éventuelles fuites de gaz et servant de mascotte est débarqué des sous-marins..

### Sous-marin d'attaque conventionnel (SSK)
Dans les années 1970/1980, les diesels sont répartis dans l'escadrille des sous-marins de l'Atlantique (ESMAT) basée a la base sous-marine de Lorient et l'escadrille des sous-marins de la Méditerranée (ESMED) à la base navale de Toulon. En 1995, il ne reste que l'ESMA qui est dissoute et la base de Lorient qui est fermée l'été de cette année bien que le dernier sous-marin quitte le port le 11 février 1997. Les quatre Agosta et les deux derniers Daphné sont regroupés au sein du Groupement des sous-marins de l'Atlantique (GESMAT) créé le 1er janvier 1995. Celui-ci est à son tour dissous le 1er juillet 1999 et les deux ultimes Agosta, La Praya et Ouessant, intégrés a la FOSt jusqu'à leur retrait.
À partir des années 1970, la France dispose d'une flotte de sous-marins repartis en deux escadrilles :
- quatre classe Aréthuse de 670 t mis en service entre 1958 et 1960 ;
- six classe Narval de 1 700 t mis en service entre 1957 et 1960 ;
- neuf classe Daphné de 800 t mis en service entre 1964 et 1969 (onze au total, deux sont perdus par accident en Méditerranée, le Minerve le 27 janvier 1968 (52 morts) et le Eurydice (57 morts)[36] le 4 mars 1970[37],[38]) ;
- un sous-marin expérimental lance-missiles Gymnote entré en service en 1966[39]

Le 1er novembre 1970, la 1re escadrille, comptant onze unités dont le port d'attache est le port militaire de Toulon, reçut l'appellation « Escadrille de sous-marins de la Méditerranée » (ESMM, puis ESMED) et la 2e escadrille créée en 1947, comprenant huit bâtiments, six du type Narval et deux du type Daphné, basés à la base sous-marine de Lorient, devint l'« Escadrille de sous-marins de l'Atlantique » (ESMA, puis ESMAT).
- quatre classe Agosta de conception française des années 1970 et mis en service à partir en 1977 et 1978 dernier retrait en 2001. La dernière classe de sous-marin à propulsion conventionnelle construite pour la marine française. Il a aussi servi dans les marines espagnole, malaisienne et pakistanaise :
  - Agosta (S620) – Mis en service 1977 – désarmé en 1997 - La coque est utilisée pour des essais de chocs à Toulon.
  - Bévéziers (S621) – Mis en service 1977 – désarmé en 1998 - En attente de démantèlement à Brest depuis 2009.
  - La Praya (S622) – Mis en service 1978 – désarmé en 2000 - En attente de démantèlement à Brest depuis 2009.
  - Ouessant (S623) – Mis en service 1978 – désarmé en 2001 - Prêté à la marine malaisienne comme sous-marin d'entraînement.

### L’ère nucléaire

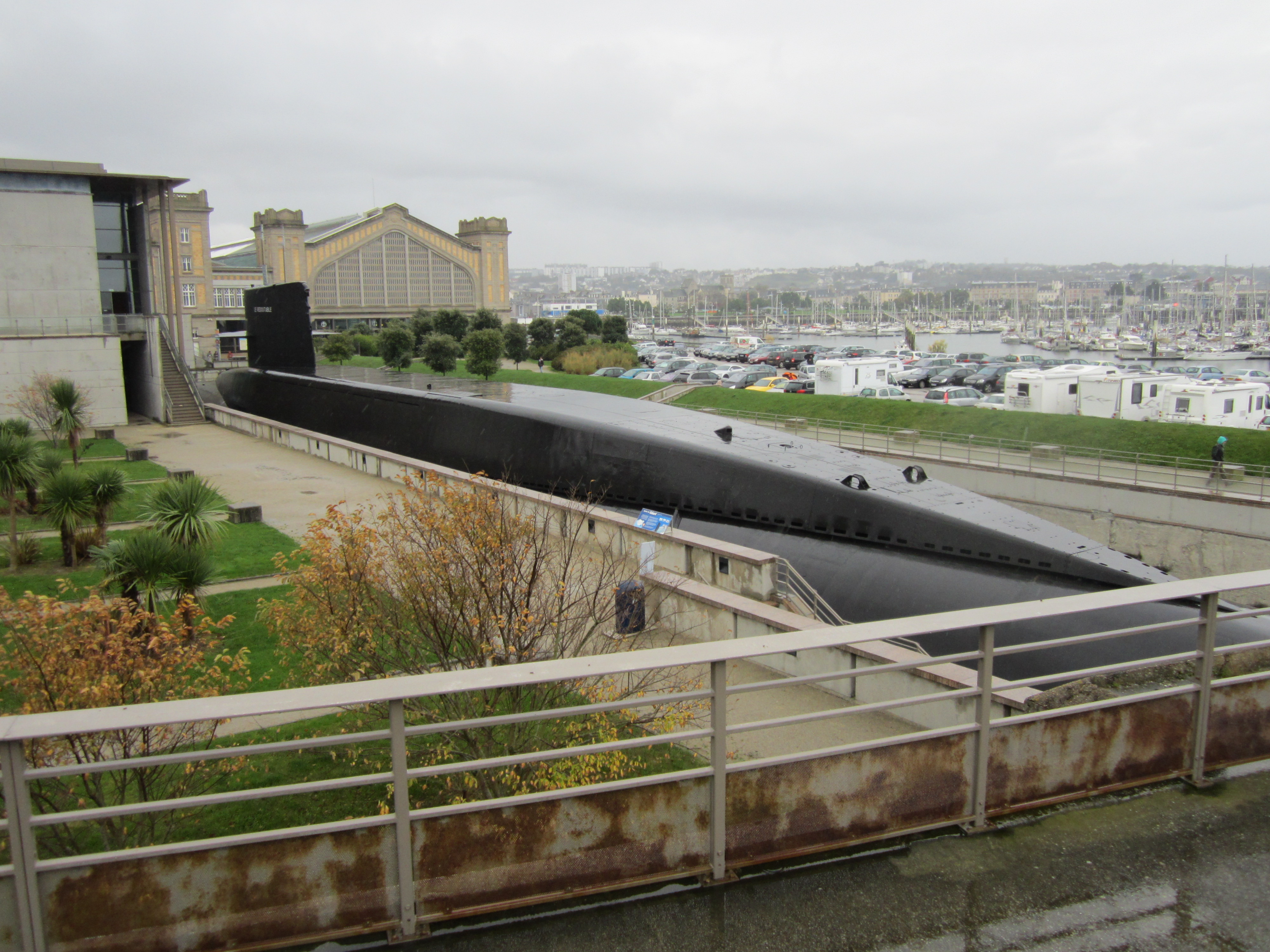
Le Redoutable, le premier des SNLE français aujourd'hui transformé en navire musée.

Le 28 janvier 1972, le premier sous-marin nucléaire lanceur d'engins de la classe Le Redoutable quittait la nouvelle base sous-marine de l'île Longue dont la construction a commencé en 1965, dans la rade de Brest, pour sa première patrouille opérationnelle de dissuasion nucléaire. Avec la création de la FOST, l'ensemble de la force sous-marine est subordonnée à son soutien dans son rôle de force de dissuasion nucléaire.
Au 1er janvier 2012, les quatre SNLE représentent un tonnage de 56 000 t et les six SNA 14 310 t.

#### Sous-marins nucléaires d'attaque(SNA)
Avec la mise en service des SNLE dans la Marine nationale dans les années 1970, il est décidé la construction d'une classe de sous-marin nucléaire d'attaque Rubis utilisant la même technologie de propulsion nucléaire, mais reprenant, pour des questions de coût, la forme de coque des Agosta. Cet « Agosta à propulsion nucléaire » est tout d'abord connu sous le nom de SNA 72 puis classe Provence (les deux bâtiments suivants s'appelant Bretagne et Bourgogne), avant d'être débaptisés sous la présidence de Valéry Giscard d'Estaing. Ce sont les plus compacts SNA du monde, ce qui a causé quelques difficultés pour l'intégration du réacteur à eau pressurisée K48. Construit à partir de 1976, le premier fut livré en 1983. Six sont finalement mis en service, le dernier en 1993. Leur propulsion nucléaire leur confère une vitesse de transit de vingt nœuds en plongée et leur permet à partir de leur base de Toulon, d'arriver sur zone en totale discrétion avec un délai de quatre jours pour la Méditerranée orientale, cinq pour l'Afrique occidentale, neuf jours pour les Antilles, neuf jours par Suez pour le golfe Persique (27 par la route du Cap) et 32 jours pour le Pacifique.
Occupés essentiellement, mais non exclusivement par des opérations de lutte anti-sous-marine au profit de la dissuasion, depuis la création de la force océanique stratégique, l’éventail d’emploi des sous-marins d’attaque s’est élargi depuis le milieu des années 1990 avec la mise à niveau des sous-marins nucléaires d'attaque qui peuvent désormais agir au profit des groupes aéronavals ou d’action maritime.
La présence d'un SNA français au large des bouches de Kotor a inhibé la marine yougoslave durant la guerre du Kosovo en 1999. Durant l'opération Harmattan en 2011 au large de la Libye, trois SNA se sont reliés pour des missions de renseignement.
La durée de vie initialement prévue des Rubis était de 25 ans, mais des travaux doivent les faire durer une dizaine d'années supplémentaires. Une nouvelle génération baptisée classe Suffren, issue du programme « Barracuda », devait les remplacer à partir de 2018, le second exemplaire étant prévu en alors en 2020 mais le programme a du retard et les essais du premier commencent en 2020. À cette date, les cinq Rubis restants ont plus 30 ans.
Six SNA de classe Rubis sont entrés en service dans la Marine française entre 1983 et 1993. Ils sont basés dans le port militaire de Toulon. Les SNLE étant basés à celui de Brest, à l'île Longue. Les Rubis sont la seule classe de sous-marins d'attaque en service depuis le retrait des derniers sous-marins à propulsion classique en 2001 jusqu'à l'arrivée du Suffren. L’escadrille des sous-marins d’attaque (ESNA) dépend de la Force océanique stratégique qui a assimilé les forces sous-marines à la fin du XXe siècle.

##### Première génération: laclasseRubis
Six (sur les huit prévus) sous-marins nucléaires d'attaque de 2 300 t.
| Nom        | Immatriculation | Mise sur cale      | Date de lancement  | Mise en service   | Désarmé           | Destination                         |
| ---------- | --------------- | ------------------ | ------------------ | ----------------- | ----------------- | ----------------------------------- |
| Rubis      | S601            | 11 décembre 1976   | 7 juillet 1979     | 23 février 1983   | 2 décembre 2022   | En cours de désarmement à Cherbourg |
| Saphir     | S602            | 1er septembre 1979 | 1er septembre 1981 | 6 juillet 1984    | 3 juillet 2019    | En cours de désarmement à Cherbourg |
| Casabianca | S603            | 19 septembre 1981  | 22 décembre 1984   | 13 mai 1987       | 28 septembre 2023 |                                     |
| Émeraude   | S604            | 4 mars 1983        | 12 avril 1986      | 15 septembre 1988 | 12 décembre 2024  |                                     |
| Améthyste  | S605            | 31 octobre 1984    | 14 mai 1988        | 20 mars 1992      |                   |                                     |
| Perle      | S606            | 27 mars 1987       | 22 septembre 1990  | 7 juillet 1993    |                   |                                     |
| Turquoise  | S607            | 1986               | Annulé en 1992     |                   |                   | -                                   |
| Diamant    | S608            | 1991               | Annulé en 1992     |                   |                   | -                                   |

##### Deuxième génération: la classe Suffren
Six sous-marins nucléaires d'attaque de 4 600 t sont prévus.
Un programme de remplacement par six SNA du programme Barracuda (classe Suffren) a été lancé le 21 décembre 2006, le premier bâtiment devant entrer en service en 2020. La commande du 4e SNA est notifiée à la DCNS en juillet 2014. En raison des restrictions budgétaires, le dernier SNA de cette classe ne devrait pas être opérationnel avant 2028 selon les prévisions de 2017 :
| Nom           | Immatriculation | Mise sur cale    | Date de lancement | Mise en service |
| ------------- | --------------- | ---------------- | ----------------- | --------------- |
| Suffren       | S635            | 19 décembre 2007 | 12 juillet 2019   | 6 novembre 2020 |
| Duguay-Trouin | S636            | 26 juin 2009     | 2023              | 10 août 2023    |
| Tourville     | S637            | 28 juin 2011     |                   | 2023            |
| De Grasse     | S..             |                  |                   | 2025            |
| Casabianca    | S..             |                  |                   | 2027            |
| Rubis         | S..             |                  |                   | 2030            |

#### Sous-marin nucléaire lanceur d'engins (SNLE)

##### Première génération: laclasseLe Redoutable
Six sous-marins de la classe Le Redoutable de 8 000 t pouvant emporter seize missiles balistiques sont construits :
| Nom           | Immatriculation | Mise sur cale    | Date de lancement | Mise en service   | Désarmé          | Destination                                                         |
| ------------- | --------------- | ---------------- | ----------------- | ----------------- | ---------------- | ------------------------------------------------------------------- |
| Le Redoutable | S611            | 1964             | 29 mars 1967      | 1er décembre 1971 | 13 décembre 1991 | Sous-marin musée à La Cité de la Mer depuis avril 2002.             |
| Le Terrible   | S612            |                  | 12 décembre 1969  | 1er janvier 1973  | 1er juillet 1996 | En attente de démantèlement à Cherbourg.                            |
| Le Foudroyant | S610            | 12 décembre 1969 | 4 décembre 1971   | 6 juin 1974       | 30 avril 1998    | Deconstruction achevée fin 2022 à Cherbourg.                        |
| L'Indomptable | S613            | 4 décembre 1971  | 17 septembre 1974 | 23 décembre 1976  | avril 2005       | Deconstruction achevée en septembre 2021 à Cherbourg.               |
| Le Tonnant    | S614            | 19 octobre 1974  | 17 septembre 1977 | 3 avril 1980      | 16 décembre 1999 | Deconstruction achevée en mars 2020 à Cherbourg.                    |
| L'Inflexible  | S615            | 27 mars 1980     | 23 juin 1982      | 1er avril 1985    | 14 janvier 2008  | Chantier de deconstruction commencé le 23 janvier 2023 à Cherbourg. |

En novembre 1987, ces SNLE représentent une puissance de destruction de 44 mégatonnes.

##### Deuxième génération: laclasseLe Triomphant
Quatre SNLE de nouvelle génération (SNLE/NG) de la classe Le Triomphant de 12 600 t sont en service depuis 2010 dans la force océanique stratégique de la Marine nationale :
| Nom           | Immatriculation | Mise sur cale    | Date de lancement | Mise en service   |
| ------------- | --------------- | ---------------- | ----------------- | ----------------- |
| Le Triomphant | S616            | 9 juin 1986      | 26 mars 1994      | 21 mars 1997      |
| Le Téméraire  | S617            | 18 décembre 1993 | 21 janvier 1998   | 23 décembre 1999  |
| Le Vigilant   | S618            | janvier 1996     | 19 septembre 2003 | 26 novembre 2004  |
| Le Terrible   | S619            | 24 octobre 2000  | 21 mars 2008      | 20 septembre 2010 |

###### Le système d'armes des SNLE-NG
- 16 missiles originellement M45 avec têtes TN75 (dissuasion nucléaire). Le missile M51, d'une portée accrue, a succédé au missile M45 entre 2010 et 2015 ;
- 4 tubes de 533 mm pour torpilles F17mod2, F21 (depuis fin 2019)
- missiles Exocet SM39 (missile anti-navire).

Les vecteurs sont, dans les années 2000, 64 missiles mer-sol balistiques stratégiques M45 qui sont remplacés entre 2010 et 2015 par 60 M51, soit 3 lots de missiles pour 4 sous-marins. La mission d'un SNLE français est simple : quitter son port d'attache, de la façon la plus discrète possible, puis rester indétectable tout au long de sa mission pour pouvoir à tout moment déclencher le feu nucléaire, sur ordre du président de la République française.

##### Troisième génération: les SNLE 3G
La construction du premier sous-marin nucléaire lanceurs d'engins de troisième génération est envisagée à partir de 2023 par Naval Group pour une première livraison en 2035